# Pseudapis valga
Pseudapis valga är en biart som först beskrevs av Carl Eduard Adolph Gerstäcker 1872.  Pseudapis valga ingår i släktet Pseudapis och familjen vägbin. Inga underarter finns listade i Catalogue of Life.